# Café-Bar
Café-Bar est un tableau peint par Georges Braque en 1919. Cette huile sur toile est une nature morte cubiste représentant notamment un compotier rempli de raisins, une pipe, un journal, une guitare et un guéridon. Elle est conservée au Kunstmuseum, à Bâle, en Suisse.

## Expositions
- Le Cubisme, Centre national d'art et de culture Georges-Pompidou, Paris, 2018-2019.